# Franciszek Ząbecki
Franciszek Ząbecki /fraɲˈt͡ɕiʂɛk zɔmˈbɛt͡skʲi/, né le 8 octobre 1907 à Łyszkowice et décédé le 11 avril 1987, était le chef de gare du village de Treblinka. Pendant l'occupation allemande de la Pologne pendant la Seconde Guerre mondiale, Ząbecki a travaillé comme aiguilleur pour la Deutsche Reichsbahn, tout en étant membre de la résistance dans l'Armia Krajowa (AK), recueillant des données classifiées et faisant rapport à la résistance polonaise sur les transports de l'Holocauste rejoignant le camp d'extermination de Treblinka. Plus de 800 000 Juifs y ont été assassinés, principalement au cours de l'opération Reinhard, la phase la plus meurtrière de la Shoah en Pologne,. Ząbecki lui-même a estimé ce nombre à 1 200 000 personnes.
Après la guerre, Ząbecki a témoigné lors des procès de criminels de guerre allemands, dont l'officier SS Kurt Franz, et le commandant du camp d'extermination de Treblinka, Franz Stangl. Ses preuves incriminantes comprenaient des récépissés allemands originals produites par la Reichsbahn, qui prouvaient que les wagons couverts « Güterwagen » bondés de prisonniers sur le chemin du camp d'extermination de Treblinka revenaient vides. Ząbecki a secrètement volé un lot de récépissés en 1944 au centre de commandement pour servir de preuve physique du programme d'extermination en cours. De juillet 1942 jusqu'à la fin de la guerre, Ząbecki a régulièrement remis ses rapports sur les trains de l'Holocauste au gouvernement polonais en exil,.

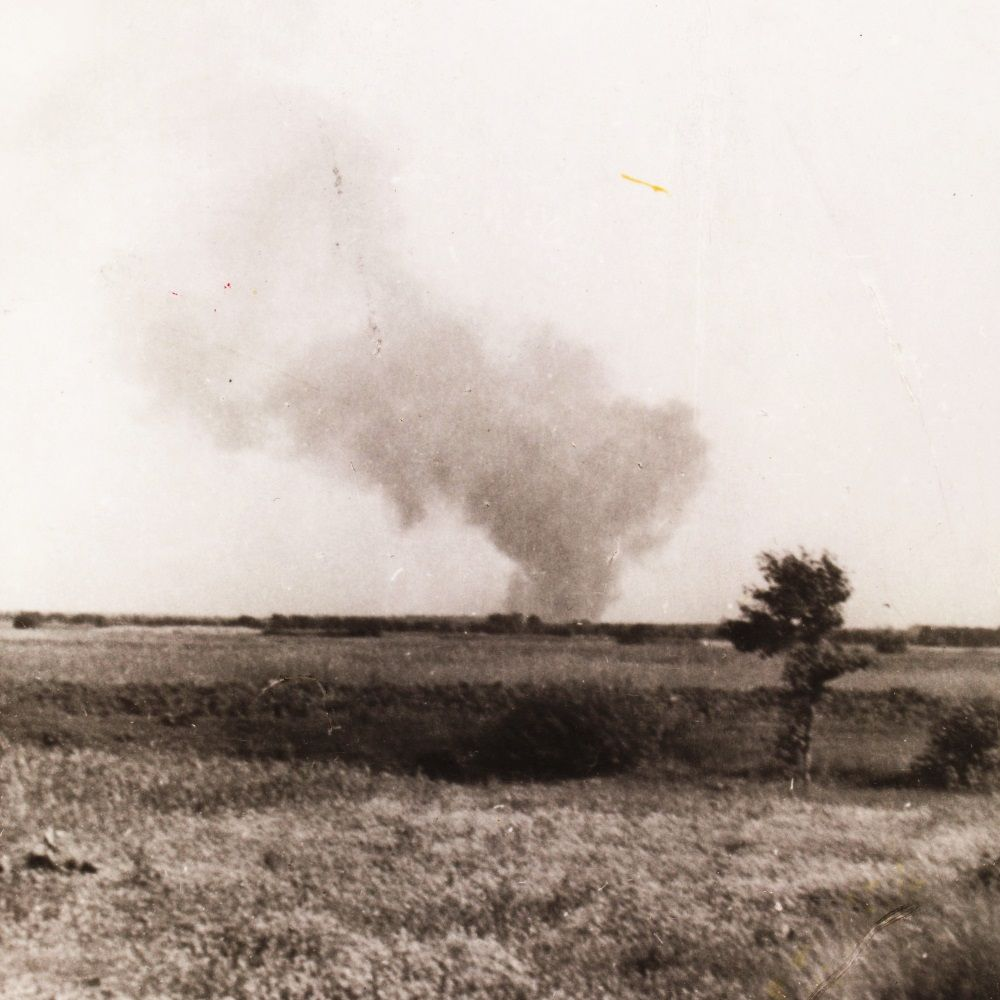
Treblinka II en train de brûler lors de la révolte de Treblinka le 2 août 1943 : caserne et réservoir d'essence incendiés. Photo clandestine prise par Franciszek Ząbecki.

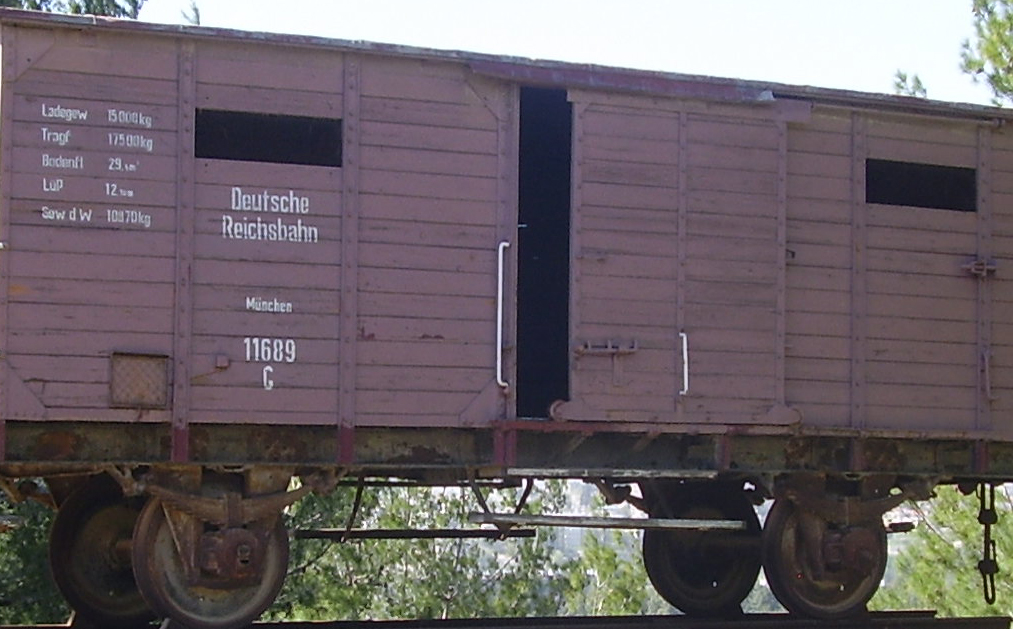
Le wagon couvert Güterwagen des trains de l'Holocauste transportant en moyenne 100 déportés dans toute la Pologne occupée.